# Патоно, Элиза
Эли́за Шарло́тта Пато́но (итал. Elisa Charlotte Patono; род. 1 мая 1995) — итальянская кёрлингистка.

## Достижения
- Чемпионат Италии по кёрлингу среди женщин: золото (2014), серебро (2015).
- Первенство Европы по кёрлингу среди юниоров: золото (2014).

## Команды
| Сезон   | Четвёртый         | Третий           | Второй           | Первый           | Запасной                                        | Турниры                                  |
| ------- | ----------------- | ---------------- | ---------------- | ---------------- | ----------------------------------------------- | ---------------------------------------- |
| 2012—13 | Вероника Дзаппоне | Сара Леветти     | Элиза Патоно     | Арианна Лозано   | Денизе Пимпини тренер: Lucilla Macchiati        | ПЕЮ 2013 (4 место)                       |
| 2013—14 | Вероника Дзаппоне | Сара Леветти     | Элиза Патоно     | Арианна Лозано   | Мартина Бронзино тренер: Lucilla Macchiati      | ЧЕ 2013 (10 место)                       |
| 2013—14 | Вероника Дзаппоне | Элиза Патоно     | Мартина Бронзино | Арианна Лозано   | Анджела Ромеи тренер: Lucilla Macchiati         | ПЕЮ 2014 · ЧМЮ 2014 (9 место) · ЧИЖ 2014 |
| 2014—15 | Вероника Дзаппоне | Элиза Патоно     | Мартина Бронзино | Арианна Лозано   | Анджела Ромеи тренер: Lucilla Macchiati         | ЧЕ 2014 (13 место) · ЧИЖ 2015            |
| 2014—15 | Элиза Патоно      | Мартина Бронзино | Анджела Ромеи    | Арианна Лозано   | Emanuela Cavallo тренер: Lucilla Macchiati      | ПЕЮ 2015 (4 место)                       |
| 2015—16 | Анджела Ромеи     | Barbara Gentile  | Alice Gaudenzi   | Мартина Бронзино | Элиза Шарлотта Патоно тренер: Lucilla Macchiati | ЧМЮ-Б 2016 (9 место)                     |

(скипы выделены полужирным шрифтом)